# Michail Michailowitsch Gromow

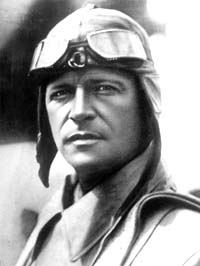
Michail Michailowitsch Gromow (1934)

Michail Michailowitsch Gromow (russisch Михаил Михайлович Громов, wiss. Transliteration Michail Michajlovič Gromov; * 12. Februarjul. / 24. Februar 1899greg. in Twer; † 22. Januar 1985 in Moskau) war ein sowjetischer Pilot, Generaloberst der Flieger und Held der Sowjetunion. Gromow testete in den 1920er Jahren praktisch jedes sowjetische Flugzeug und wurde auch als „Flieger Nr. 1“ bezeichnet. Hauptsächlich war er für die Erprobung der mehrmotorigen Typen Andrei Tupolews verantwortlich.

## Leben
Gromow trat 1918 in die Rote Armee ein und wurde an der Moskauer Fliegerschule zum Piloten ausgebildet. Anschließend bildete er dort als Lehrer selbst Flugzeugführer aus. Am Russischen Bürgerkrieg nahm er als Pilot teil. Er wurde schließlich Fluglehrer und Testpilot an der Fliegerschule Serpuchow.
Besondere Berühmtheit erlangte Gromow durch seine Langstreckenflüge. 1925 unternahm er mit einer Tupolew ANT-3, die auf den Namen Proletarier getauft wurde einen Fernflug über etwa 7.000 km von Moskau nach Peking. Ein Jahr später gelang mit demselben Typ ein Rundflug über 7.150 Kilometer mit den Stationen Moskau – Paris – Rom – Wien – Warschau und zurück nach Moskau. 1929 gelang ebenfalls ein Rundflug mit einer Tupolew ANT-9 über Westeuropa, der bis nach Marseille führte. 
1931 führte er den Erstflug der Tupolew ANT-14 aus, 1934 den der Tupolew ANT-20. Schließlich errang Gromow mit einer Tupolew ANT-25 den absoluten Streckenrekord ohne Zwischenlandung und mit Rückkehr zum Startplatz über 12.411 km mit einem Flug vom 10. bis 12. September 1934, wofür man ihm am 28. September 1934 den Titel Held der Sowjetunion (Nr. 8 und damit erste Einzelverleihung) verlieh. Im Jahre 1937 gelang mit einer Maschine desselben Typs ein Flug 10.148 km von Moskau über Sibirien, den Nordpol, Vancouver bis San Jacinto in Kalifornien. Zur Besatzung gehörten auch die Piloten Jumaschew und Danilin. Gromow erhielt für diesen Flug seinen zweiten von insgesamt vier Leninorden und eine Professur für Entwicklungshilfe bei Flugzeugen und Motoren, zusätzlich erhielt er als erster sowjetischer Pilot die De la Vaulx Medal der FAI.
Ab 1937 arbeitete er als Professor. Von 1940 bis zum Beginn des Großen Vaterländischen Krieges war Gromow Chef des LII. Im Zweiten Weltkrieg wurde Gromow zunächst Kommandeur einer Fliegerdivision. Etwas später wurde er zum Befehlshaber der Luftstreitkräfte der Kalininer Front ernannt. Ab Mai 1942 war er Befehlshaber der 3. Luftarmee und von Mai 1943 bis Juni 1944 der 1. Luftarmee. Nach dem Krieg war Gromow von 1946 bis 1949 stellvertretender Kommandierender der Fernfliegerkräfte und wechselte danach ins Luftfahrtministerium. 1955 wurde er schließlich im Rang eines Generalobersts in die Reserve versetzt. Gromow erhielt mehrere hohe Auszeichnungen (Held der Sowjetunion, vier Leninorden, vier Rotbannerorden, „Verdienter Flieger der UdSSR“) und war zeitweise Deputierter des Obersten Sowjets. Er war ebenfalls Träger des Kreuzes der Ehrenlegion.

## Würdigung
Die Michail-Gromow-Hochschule für Flugforschung in Schukowski ist nach ihm benannt. Gleiches gilt für die Gromow-Nunatakker in der Antarktis.